# Сатанівський цукровий завод

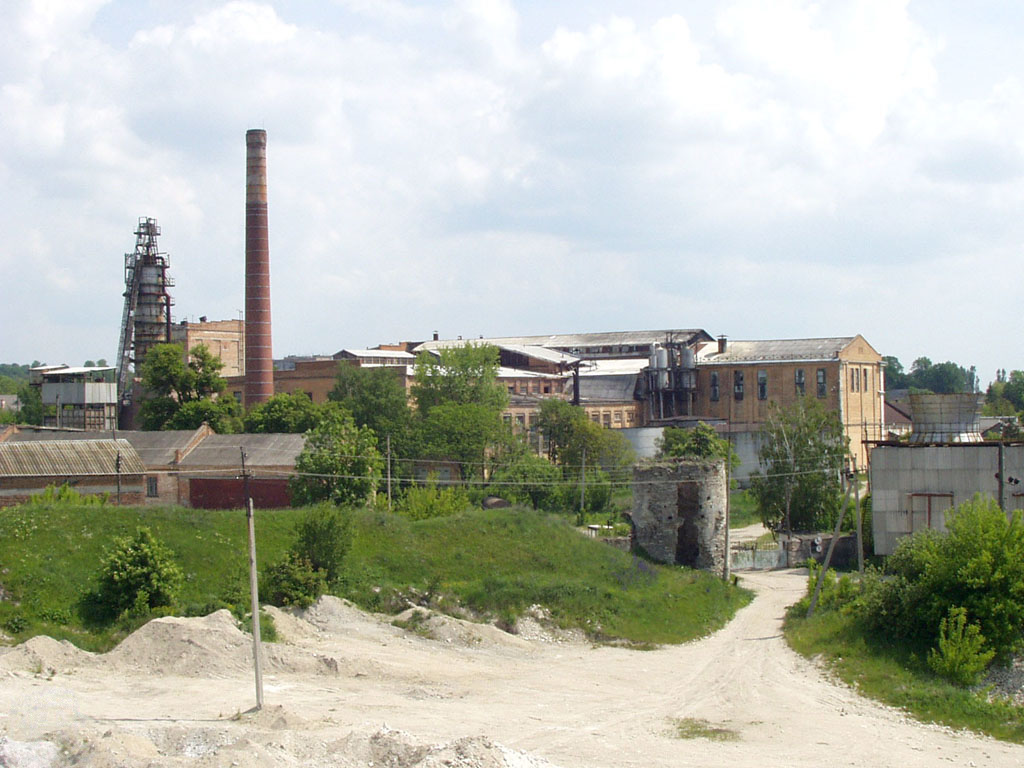
Сатанівський цукровий завод

Са́танівський цукро́вий заво́д — підприємство цукрової промисловості Російської імперії, потім Радянського Союзу, згодом України, що діяло в містечку (потім селищі міського типу) Сатанів нинішнього Городоцького району Хмельницької області в 1899—2002 роках (із перервами). 
Комплекс споруд цукрового заводу та будинок цукрозаводчиці, які датуються кінцем XIX століття, належать до пам'яток архітектури місцевого значення. 
Цукровий завод був найбільшим підприємством Сатанова.

## Історія заводу

### У Російській імперії

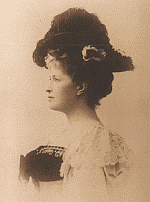
Климентина Тишкевич

Сатанівський бурякоцукровий і рафінадний завод (цукроварню) побудовано 1899 року. Цукроварня була найбільшим підприємством Сатанова. Завод належав акціонерному товариству, до складу якого входили власниця Сатанова графиня Климентина Тишкевич, промисловці Прушинський, Брокль та інші . Серед ділової еліти Росії 1914 року був і Вільгельм Михайлович Брокль — директор-розпорядник Товариства Сатанівського бурякоцукрового та рафінадного заводу (з часу його заснування ) та Товариства Старокостянтинівського пісково-бурякоцукрового та рафінадного заводу .
Вже першого сезону (у 1899—1900 роках) було вироблено понад 195 тисяч пудів цукру, від продажу якого на внутрішному та зовнішньому ринках одержано близько 663 тисячі карбованців. За третій сезон (у 1901—1902 роках) акціонери пайового товариства мали понад 33 тисячі карбованців чистого прибутку .
Священик Юхим Сіцінський, який улітку 1901 року оглядав у Сатанові пам'ятки старовини, писав у звіті про поїздку: «Донедавна околиці замку були пустопорожнім місцем, але два роки тому тут влаштовано величезний цукровий завод, і тепер біля замкових руїн підносяться величезні будівлі з високими димохідними трубами; скрізь гул, стукіт, суєта. Для заводських потреб подекуди засипаються рови, зриваються кам'яні мурування тощо» .

### У Радянському Союзі

Цукроварня (чотири маленькі прямокутники біля п'ятикутного замку) на плані Сатанова. 1928 рік

У перші роки Радянської влади підприємство не діяло, воно відновило роботу 1926 року. За роки довоєнних п'ятирічок завод було реконструйовано. Зросла його виробнича потужність. 1935 року завод переробляв 5 тисяч центнерів цукрових буряків за добу, 1938 року — 6 тисяч. 1940 року завод виробив продукції на 2 мільйони 789 тисяч карбованців. У його цехах працювало 410 чоловік, зокрема 29 інженерно-технічних працівників . 1940 року середньодобова продуктивність переробки буряка становила 525 тонн.
Під час Німецько-радянської війни промислові підприємства Сатанова було зруйновано. До 15 квітня 1944 року цукровий завод було відбудовано. Того ж року він дав державі перші 10 тисяч центнерів цукру. 1946 року у всесоюзному змаганні серед цукровиків колектив Сатанівського цукрового заводу посів третє місце .
1946 року на території цукрового заводу було встановлено пам'ятник Максиму Горькому — залізобетонне погруддя на потинькованому постаменті .
До кінця 1965 року підприємство переробляло за добу 1470 тонн цукрового буряка.
У лютому 1971 року за дострокове виконання п'ятирічного плану, високі показники зростання продуктивності праці Президія Верховної Ради СРСР нагородила завод орденом Жовтневої Революції .
На заводі діяв жіночий духовий оркестр «Гусари». У 1971—1975 роках його художнім керівником і диригентом працював (за сумісництвом) Петро Слободянюк — нині заслужений працівник культури України. У вересні 1971 року оркестр, виборовши друге місце, став лауреатом республіканського конкурсу духових оркестрів у Києві, був учасником завершального концерту свята духової музики в столичному Палаці спорту . У грудні 1972 року оркестр, здобувши бронзову медаль, став лауреатом республіканського фестивалю самодіяльного мистецтва України .

### У незалежній Україні

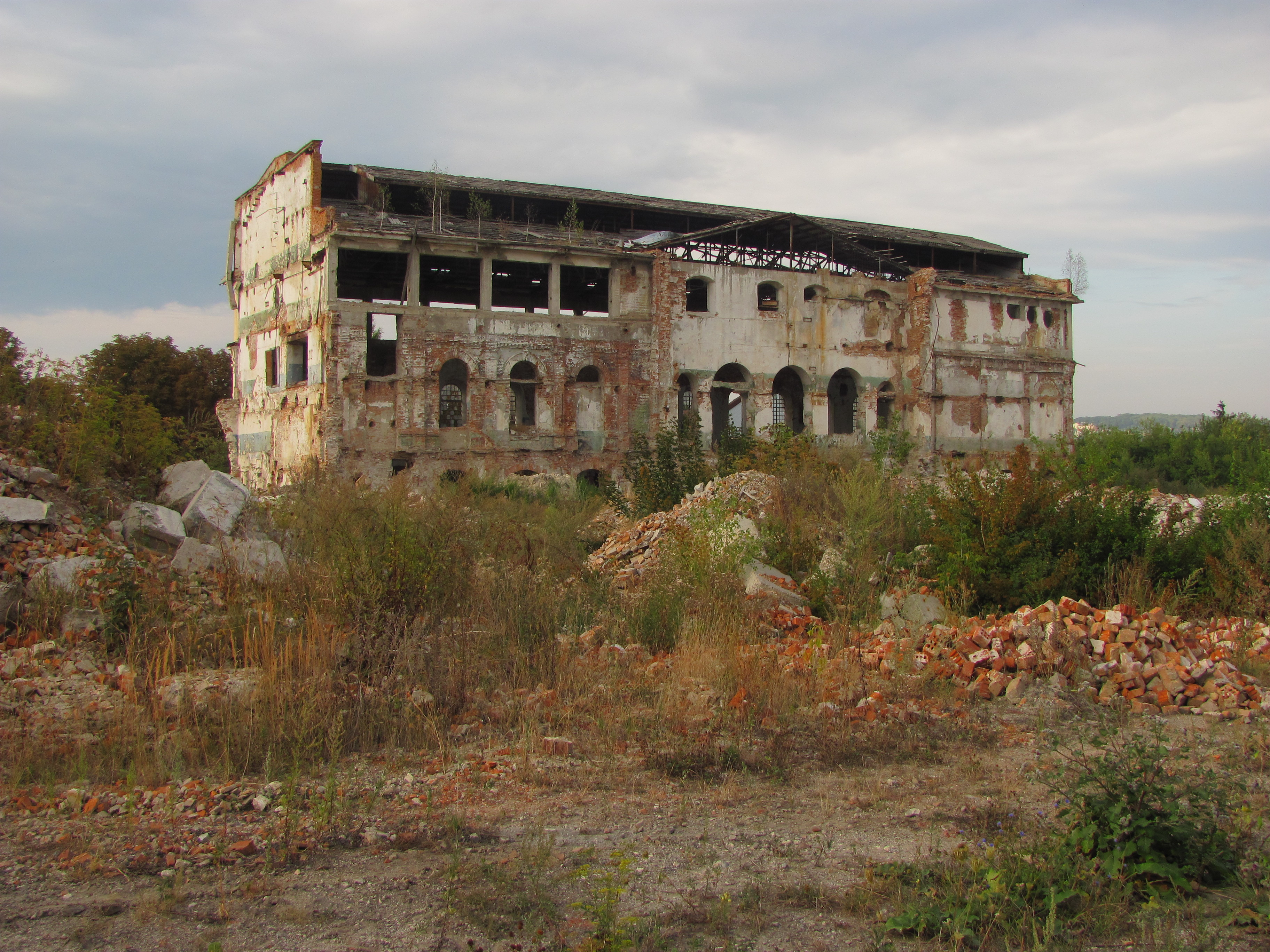
Сатанівський цукровий завод. Головна будівля, серпень 2015

На підставі ухвали загальних зборів трудового колективу від 23 вересня 1993 року та розпорядження представника Президента України по Городоцькому району, державне підприємство «Сатанівський цукровий завод» перетворено в орендне підприємство (свідоцтво про державну реєстрацію № 1896 від 12 липня 1994 року).
З урахуванням ухвали зборів організації орендарів від 26 квітня 1996 року № 3 і наказом № 446 від 29 квітня 1996 року регіонального відділення Фонду державного майна України по Хмельницькій області орендне підприємство перетворено у відкрите акціонерне товариство «Сатанівський цукровий завод».
ВАТ «Сатанівський цукровий завод» здійснював діяльність на підставі Статуту, зареєстрованого в Городоцькій державній податковій інспекції 24 лютого 1999 року (реєстраційний № 25-04). Філій ВАТ «Сатанівський цукровий завод» не мав.
2001 року підприємство переробляло за добу 2400 тонн цукрового буряка, а потужність його становила 2600 тон. 18 жовтня 2001 року електрозварювальника ВАТ «Сатанівський цукровий завод» Івана Михайловича Цісаря було відзначено Почесною Грамотою Державного департаменту продовольства і ЦК профспілок працівників агропромислового комплексу України — за значні успіхи в професійній діяльності та у зв'язку з Днем працівників харчової промисловості .
2002 року ВАТ «Сатанівський цукровий завод» припинило роботу . 20 травня 2003 року народний депутат України Юлія Тимошенко подала депутатський запит Генеральній прокуратурі України щодо погашення заборгованості із виплати заробітної плати працівникам ВАТ «Сатанівський цукровий завод» та запобігання ліквідації підприємства.
19 серпня 2009 року близько 2-ї години ночі внаслідок несанкціонованого доступу обвалилася одна зі споруд цукрового заводу. 25-річний Сергій Танаффе зрізав підпорку, внаслідок чого завалився 3-й поверх, а потім і другий. Плити перекриття були вагою до 17 тонн кожна. Чоловік опинився під завалом заввишки 3,5 метра. Загальна площа руїни сягнула 600 квадратних метрів .
1 вересня 2017р. центральну будівлю сатанівского цукрового заводу було підірвано.